# الفضيحة (فلم)
الفضيحة  فيلم دراما مصري للمخرج فاروق الرشيدي عام 1992، كتب القصة والسيناريو والحوار يوسف جوهر. الفيلم من بطولة محمود ياسين، سهير رمزي، فاروق الفيشاوي، المنتصر بالله، سناء يونس، ويوسف داوود  وتدور الأحداث حول محسن ووصوله للثراء بالاحتيال وتجارة العملة، والاستيلاء على زوجة الصديق والنهاية المحتومة.
صدر الفيلم إلى دور العرض المصرية في 5 أكتوبر 1992.
منح موقع قاعدة بيانات الأفلام العربية «السينما.كوم» الفيلم درجة 4.9/ 10.

## طاقم التمثيل
محمود ياسين: في دور كامل
سهير رمزي: في دور أمينة
فاروق الفيشاوي: في دور محسن الأباصيري
المنتصر بالله: في دور عباس (صديق محسن)
سناء يونس: في دور سعاد (شقيقة محسن الأرملة)
يوسف داوود: في دور جميل
محمد الدفراوي: في دور جابر (شقيق أمينة)
مروة الخطيب: في دور سحر (زوجة عزيز)
رشدي المهدي: في دور عزيز (تاجر العملة)
محمد هنيدي: في دور بسيوني جابر (ابن شقيق أمينة)
محمد خيري: في دور طاهر
بالاشتراك مع: فيفي يوسف – جمال شبل – محب كاسر – جمال زغلول – مانويلا – عبد الجواد متولي – طارق النهري – فاروق قمر الدولة – مطاوع عويس.

## أحداث الفيلم
يعيش محسن الأباصيري (فاروق الفيشاوي) مع شقيقته الأرملة سعاد (سناء يونس) ويحب جارته أمينه (سهير رمزي). يستمع محسن، على المقهى، لحديث هامس لتاجر العملة المسن عزيز (رشدي المهدي) مع شريكة، ويفهم أن عزيز بحوزته حقيبة بها 5 آلاف دولار فيتعقبه، ويدفعه للحائط ويستولي على الدولارات ويختفي. يتجه محسن للتجارة في العملة ويحقق نجاحا، ويسافر للخليج ويواصل تجارته المشبوهة. يعود محسن محملاً بما كسبه ويرغب في مواصلة تجارته، كما يدرك أن التاجر عزيز يتمتع بثقة المصريين العاملين بالخارج الذين يسلمونه مدخراتهم بالدولار، وهكذا يأتي بالحقيبة القديمة ويضع بها 5 آلاف دولار، ويذهب لعزيز معتذراً عما فعله في السابق، ويطلب منه ومن زوجته الشابة سحر (مروة الخطيب) التعاون للحصول على مدخرات المصريين بالداخل. يفتتح محسن وعزيز شركة لتوظيف الأموال، كما يستغل محسن صديقه عباس (المنتصر بالله) لمعاونته كتابع له بعد أن استولى على مدخراته. يبدأ محسن بالتقرب لشقيقته سعاد، وجارتها أمينة المتزوجة من ابن عمها كامل (محمود ياسين) ولها بنتين، نوال (إيمان حربي) ونهى (مانويلا)، ويعرف أن كامل، الموظف الأمين في عمله، قد فقد راتبه في الاوتوبيس، ويقوم بإقراض أمينة وكامل ما سرق منهم. يتقرب محسن من أمينة وزوجها أكثر، ويدعو أمينة وابنتيها لقضاء أجازة المصيف مع شقيقته سعاد بشقته بالإسكندرية، على أن يمكث هو بالقاهرة مع كامل. يغير محسن تحركاته ويسافر للإسكندرية لمرافقة سعاد وأمينة، ويبهر الأخيرة بأمواله وبالحياة الرغيدة. يستطيع محسن أن يستدرج أمينة لفراشه في شاليه بعيداً عن العيون، وتشاء الظروف حضور جابر (محمد الدفراوي) شقيق أمينة، من الصعيد مع ابنه بسيوني (محمد هنيدي)، ويشاهدوا أمينة بسيارة محسن وهو يقبلها، فيعقدوا العزم على غسل عارهم، ويبلغوا كامل ولكنه يطلقها بعد اعترافها بخطئها. تتوجه أمينة لمنزل محسن الذي يضطر للزواج بها عرفيا، ويتابع أعمال الاحتيال وتجارة العملة مع عزيز وهو يطمع في زوجته سحر. يلقى عزيز حتفه من كثرة تناول الأطعمة الدسمة، ويتزوج محسن من سحر ليستولى على أموالها، بينما يضع المنوم لأمينة في الشراب ليخفي تغيبه، ويعود لها في الصباح وينام بجوارها. يتنبه رجال الشرطة لنشاط محسن، الذي يقرر الهرب مع سحر للخارج، بينما يقوم عباس بإبلاغ أمينة بأسرار محسن. تضع أمينة كمية كبيرة من المنوم لمحسن فيلقى مصرعه، وتستولى أمينة على مدخرات زوجها من الدولارات وتلقيها بحمام السباحة، بينما يعثر عليها أخيها جابر، الذي يطلق عليها النار، ويقوم كامل برعاية ابنتيه بعد أن يخبرهم بموت أمهم.

## نقد وتعليق
كتبت أماني أبو عيسى على موقع «الموجز»، في 14 لأكتوبر 2020، أن الفيلم أثار الجدل عند عرضه بسبب جرأة مشاهده ومحتواه، وأكد ذلك موقع «رادار العرب» في أول أكتوبر 2020.

## وصلات خارجية
- مقالات تستعمل روابط فنية بلا صلة مع ويكي بيانات
- الفضيحة على موقع الدهليز
- الفضيحة على موقع كاروهات

https://www.elmogaz.com/648806 الفضيحة (فيلم)